# Liste der Brücken über den Necker
Die Liste der Brücken über den Necker enthält die Necker-Brücken von der Quelle in der Nähe der Ofenlochschlucht bis zur Mündung in die Thur bei Lütisburg.

## Brückenliste
33 Übergänge führen über den Fluss: 22 Strassen- und Feldwegbrücken, zehn Fussgängerbrücken und eine Eisenbahnbrücke.

### Oberlauf
10 Brücken überspannen den Fluss im oberen Abschnitt des Neckers.
| Bild | Name                           | Ort                 | Lage             | Funktion                    | Konstruktion    | Material   | Länge in m | Höhe m ü. M. | Bemerkungen |
| ---- | ------------------------------ | ------------------- | ---------------- | --------------------------- | --------------- | ---------- | ---------- | ------------ | --- |
|      | Unbenannte Brücke              | Krummenau           | 47.26314 9.25641 | Fussgängerbrücke            | Balkenbrücke    | Beton      | 15         | 1040         | Brücke mit Metallgeländer Bergwanderweg zum Ofenloch und zur Schwägalp Das Bauwerk befindet sich im national geschützten Auengebiet Ampferenboden. |
|      | Unbenannte Brücke              | Krummenau – Urnäsch | 47.26483 9.24241 | Feldwegbrücke               | Balkenbrücke    | Beton      | 30         | 994          | Brücke mit Metallgeländer Zugang zur Hölderli Alp Interkantonale Brücke (Kantonsgrenze St. Gallen – Appenzell Ausserrhoden) |
|      | Unbenannte Brücke              | Krummenau – Urnäsch | 47.26602 9.23167 | Strassenbrücke (einspurig)  | Balkenbrücke    | Beton      | 15         | 952          | Brücke mit Metallgeländer Interkantonale Brücke (Kantonsgrenze St. Gallen – Appenzell Ausserrhoden) |
|      | Hauptmannsnecker-Brücke        | Krummenau – Urnäsch | 47.26828 9.22443 | Strassenbrücke (einspurig)  | Balkenbrücke    | Holz Beton | 20         | 927          | Brücke mit Betonflusspfeiler Wanderweg Interkantonale Brücke (Kantonsgrenze St. Gallen – Appenzell Ausserrhoden) |
|      | Sonnenhalbneckerstrasse-Brücke | Krummenau – Hemberg | 47.27737 9.20297 | Strassenbrücke (einspurig)  | Fachwerkbrücke  | Stahl      | 20         | 852          | Brücke mit Holzbalkenfahrbahn Wanderweg |
|      | Unbenannte Brücke              | Hemberg             | 47.2847 9.19178  | Feldwegbrücke               | Balkenbrücke    | Stahl      | 13         | 804          | Wanderweg |
|      | Unbenannter Steg               | Hemberg             | 47.28797 9.18722 | Fussgängerbrücke            | Balkenbrücke    | Stahl      | 15         | 778          | Brücke mit Gitterrostboden Kulturwege Neckertal, Wanderrundweg Hemberg und Neckiweg, Abschnitt Bächli–Hemberg Übergang ist nicht behindertengerecht (Treppe). |
|      | Unbenannter Steg               | Hemberg             | 47.29208 9.18599 | Fussgängerbrücke            | Balkenbrücke    | Stahl      | 12         | 765          | Brücke mit Holzfahrbahn |
|      | Schwandsbrücke (Bächlistrasse) | Hemberg             | 47.29828 9.18678 | Strassenbrücke (zweispurig) | Bogenbrücke     | Beton      | 33         | 747          | Brücke mit Metallgeländer Höchstgeschwindigkeit 80 km/h PostAuto-Buslinie 185 (St. Peterzell – Hemberg) Veloland-Route 4 Alpenpanorama-Route (Etappe 2 Appenzell–Glarus) und Route 75 Obstgarten-Route (Etappe 2 Herisau–Nesslau) Kulturwege Neckertal, Wanderrundweg Hemberg |
|      | Neckerwis-Brücke               | Bächli (Hemberg)    | 47.31312 9.18295 | Fussgängerbrücke            | Gedeckte Brücke | Holz       | 20         | 710          | Gedeckte Holzbrücke Übergang ist nicht behindertengerecht (Treppen). Wanderweg |

### Mittellauf
16 Übergänge überspannen den Fluss im mittleren Abschnitt des Neckers.
| Bild | Name                                       | Ort                           | Lage               | Funktion                                                                                               | Konstruktion    | Material   | Länge in m | Höhe m ü. M. | Bemerkungen |
| ---- | ------------------------------------------ | ----------------------------- | ------------------ | --- | --------------- | ---------- | ---------- | ------------ | --- |
|      | Hembergerstrasse-Brücke                    | St. Peterzell                 | 47.31731 9.17312   | Strassenbrücke (zweispurig) mit Trottoir                                                               | Balkenbrücke    | Beton Holz | 30         | 694          | Betonverbundbrücke mit Holzkonstruktion, gebaut 2003 Verbot für Gesellschaftswagen Höchstlänge 10 m Höchstgeschwindigkeit 50 km/h, Höchstgewicht 15 t Wanderland-Route 4 ViaJacobi (Etappe 2 Herisau–Wattwil) Kulturwege Neckertal, Wanderrundweg St. Peterzell |
|      | Unbenannte Brücke                          | Mogelsberg – St. Peterzell    | 47.32432 9.16718   | Strassenbrücke (einspurig)                                                                             | Balkenbrücke    | Stahl      | 30         | 682          | Brücke mit Asphaltfahrbahn Allgemeines Fahrverbot: Zubringerdienst gestattet Höchstgewicht 15 t Wanderweg |
|      | Freudental-Brücke                          | Mogelsberg                    | 47.326015 9.164905 | Strassenbrücke (einspurig)                                                                             | Balkenbrücke    | Beton      | 18         | 679          | Brücke mit Metallgeländer |
|      | Furtstrasse-Brücke                         | Brunnadern – Mogelsberg       | 47.32641 9.15287   | Strassenbrücke (zweispurig) mit Trottoir, Velostreifenmarkierung und Rohrleitungen an der Brückenseite | Balkenbrücke    | Beton      | 30         | 664          | Brücke mit Metallgeländer PostAuto-Buslinie 182 (Brunnadern-Neckertal – Schönengrund – Waldstatt – Herisau) Kulturwege Neckertal, Wanderrundwege St. Peterzell und Brunnadern |
|      | Steirisi-Steg                              | Brunnadern – Mogelsberg       | 47.32978 9.14657   | Fussgängerbrücke                                                                                       | Gedeckte Brücke | Holz       | 31         | 658          | Gedeckte Holzbrücke, gebaut 2000 Neckiweg, Abschnitt Hemberg–Brunnadern |
|      | Siggetschwilstrasse-Brücke                 | Brunnadern – Mogelsberg       | 47.33012 9.13704   | Strassenbrücke (einspurig)                                                                             | Balkenbrücke    | Beton      | 35         | 649          | Brücke mit Metallgeländer Fahrverbot für Motorwagen und Motorräder: Zubringerdienst gestattet Höchstgeschwindigkeit 50 km/h |
|      | Unbenannter Steg                           | Brunnadern – Mogelsberg       | 47.3333 9.13404    | Fussgängerbrücke                                                                                       | Balkenbrücke    | Beton      | 25         | 646          | Fahrverbot für Motorwagen und Motorräder |
|      | Neckerbrücke Brunnadern (Unterdorfstrasse) | Brunnadern – Mogelsberg       | 47.33597 9.13289   | Strassenbrücke (einspurig)                                                                             | Gedeckte Brücke | Holz       | 24         | 643          | Historische gedeckte Holzbrücke, gebaut zwischen 1841 und 1860, ersetzte eine hölzerne Dachüberführung aus dem 18. Jahrhundert. Das Bauwerk ist im Inventar historischer Verkehrswege der Schweiz (IVS) als regionales Kulturgut aufgeführt. Höchstgeschwindigkeit 50 km/h, Höchstgewicht 3 t Kulturwege Neckertal, Wanderrundweg Brunnadern und Neckiweg, Abschnitt Hemberg–Brunnadern |
|      | Dorfstrasse-Brücke                         | Brunnadern – Mogelsberg       | 47.33843 9.1308    | Zweispurige Strasse mit Trottoir 30                                                                    | Bachdurchlass   | Stein      | 30         | 641          | Gebaut 1910 Höchstgeschwindigkeit 80 km/h PostAuto-Buslinie 771 (Dietfurt – Oberhelfenschwil – Brunnadern-Neckertal) |
|      | Südostbahn-Brücke                          | Brunnadern – Mogelsberg       | 47.33846 9.13062   | Eisenbahnbrücke (zweigleisig)                                                                          | Bachdurchlass   | Stein      | 30         | 641          | Gebaut 1910 Höchstgeschwindigkeit 85 km/h Bahnhof Brunnadern-Neckertal SOB-Haltestelle (unbedient) Bahnstrecke Nesslau-Neu St. Johann–St. Gallen |
|      | Unbenannte Brücke                          | Oberhelfenschwil              | 47.34137 9.131     | Strassenbrücke (einspurig)                                                                             | Balkenbrücke    | Stahl      | 25         | 638          | Brücke mit Holzbalkenfahrbahn Allgemeines Fahrverbot Höchstgewicht 5 t Zufahrt zum Gebäude Adelbach 621 |
|      | Grütli-Brücke (Oberhelfenwilerstrasse)     | Oberhelfenschwil – Necker     | 47.34791 9.13009   | Strassenbrücke (zweispurig) mit abgetrenntem Trottoir                                                  | Balkenbrücke    | Beton      | 25         | 629          | Brücke mit Metallgeländer auf Flusspfeiler Höchstgeschwindigkeit 50 km/h PostAuto-Buslinie 771 (Dietfurt – Oberhelfenschwil – Brunnadern-Neckertal) Kulturwege Neckertal, Wanderrundweg Mogelsberg |
|      | Hohenrainstrasse-Brücke                    | Oberhelfenschwil – Necker     | 47.35089 9.12917   | Strassenbrücke (einspurig)                                                                             | Balkenbrücke    | Beton      | 15         | 625          | Sackgasse |
|      | Rennenstrasse-Brücke                       | Oberhelfenschwil – Mogelsberg | 47.35642 9.12908   | Strassenbrücke (einspurig) mit Rohrleitungen an den Brückenseiten                                      | Balkenbrücke    | Beton      | 25         | 619          | Brücke mit Metallgeländer Fahrverbot für Motorwagen und Motorräder: Zubringerdienst gestattet Sackgasse Höchstgewicht 12 t |
|      | Unbenannter Steg                           | Oberhelfenschwil – Mogelsberg | 47.35893 9.12965   | Fussgängerbrücke                                                                                       | Balkenbrücke    | Stahl      | 20         | 614          | Brücke mit Schranken und Gitterrostboden Wanderweg |
|      | Aachsägebrücke (Winzlisaubrücke)           | Oberhelfenschwil – Mogelsberg | 47.36428 9.12141   | Strassenbrücke (einspurig)                                                                             | Gedeckte Brücke | Holz       | 24         | 605          | Historische gedeckte Holzbrücke, gebaut 1953 Die ehemalige 1849 Mühlaubrücke über die Thur wurde bei der Aachsäge neu erstellt, wobei das Bogentragwerk um einen Drittel auf 24 m verkürzt wurde. Das Bauwerk ist im Inventar historischer Verkehrswege der Schweiz (IVS) als regionales Kulturgut aufgeführt. Fahrverbot für Motorwagen und Motorräder: Zubringerdienst gestattet Höchstgewicht 8 t Kulturwege Neckertal, Wanderrundweg Mogelsberg und Neckiweg, Abschnitt Oberhelfenschwil–Mogelsberg Die hydrometrische Messstation Necker - Mogelsberg, Aachsäge (2374) vom Bundesamt für Umwelt (BAFU) befindet sich einige Meter flussaufwärts auf der linken Flussseite. |

### Unterlauf
7 Brücken überspannen den Fluss im unteren Abschnitt des Neckers. Der gesamte Unterlauf befindet sich im national geschützten Auengebiet Thur und Necker bei Lütisburg.
| Bild | Name                               | Ort                       | Lage             | Funktion                                              | Konstruktion    | Material | Länge in m | Höhe m ü. M. | Bemerkungen |
| ---- | ---------------------------------- | ------------------------- | ---------------- | ----------------------------------------------------- | --------------- | -------- | ---------- | ------------ | --- |
|      | Holzbrücke Anzenwil                | Ganterschwil – Mogelsberg | 47.37395 9.12187 | Fussgänger- und Velobrücke                            | Gedeckte Brücke | Holz     | 46         | 588          | Historische gedeckte Holzbrücke, gebaut 1863 |
|      | Anzenwil-Brücke (Neckertalstrasse) | Ganterschwil – Mogelsberg | 47.37395 9.12206 | Strassenbrücke (zweispurig) 30                        | Balkenbrücke    | Beton    | 50         | 588          | Brücke mit Metallgeländer, gebaut 2000 Höchstgeschwindigkeit 80 km/h |
|      | Hinteranzenwilerstrasse-Brücke     | Ganterschwil – Lütisburg  | 47.37707 9.12145 | Strassenbrücke (einspurig)                            | Balkenbrücke    | Beton    | 70         | 781          | Brücke mit Metallgeländer auf zwei Flusspfeilern Fahrverbot für Motorwagen, Motorräder und Motorfahrräder: Zubringerdienst gestattet Wanderweg                                                                                               |
|      | Haldenstrasse-Brücke               | Ganterschwil – Lütisburg  | 47.38511 9.10379 | Strassenbrücke (einspurig)                            | Balkenbrücke    | Beton    | 35         | 567          | Brücke mit Metallgeländer Fahrverbot für Motorwagen und Motorräder: Zubringerdienst gestattet Höchstgewicht 16 t Wanderweg |
|      | Unbenannter Steg                   | Ganterschwil – Lütisburg  | 47.38535 9.0979  | Fussgängerbrücke                                      | Balkenbrücke    | Stahl    | 30         | 564          | Wanderweg Übergang ist nicht behindertengerecht (Treppen). |
|      | Letzibrücke                        | Ganterschwil – Lütisburg  | 47.39307 9.08309 | Strassenbrücke (zweispurig) mit nordseitigem Trottoir | Hochbrücke      | Beton    | 160        | 552          | Gebaut 1968/69 Schleudergefahr Höchstgeschwindigkeit 80 km/h PostAuto-Buslinien 767 (Ganterschwil – Lütisburg – Rindal – Flawil) und 768 (Bütschwil – Ganterschwil – Lütisburg) Veloland-Route 95 Thur-Route (Etappe 2 Bischofszell–Nesslau) |
|      | Alte Letzibrücke                   | Ganterschwil – Lütisburg  | 47.39193 9.0836  | Fussgängerbrücke                                      | Gedeckte Brücke | Holz     | 36         | 552          | Historische gedeckte Holzbrücke, gebaut 1853, ersetzte offene Holzbrücke von 1824 Das Bauwerk ist denkmalgeschützt. Wanderweg |